# Apple H1
Apple H1は、一部のAirPodsおよびBeatsヘッドフォンで使用されているSoCである。Bluetooth 5.0を備え、ハンズフリーの「Hey Siri」コマンドに対応し全世代の Apple W1チップより30%低いレイテンシが特徴。
AirPods (第3世代)、AirPods Pro、AirPods Max、Beats Fit Proが搭載しているノイズキャンセリングモードや空間オーディオ、 アダプティブイコライゼーションなどはこのH1チップで処理される。
H1チップを搭載しているヘッドホン、イヤホンは「AirPods (第2世代と第3世代)」、「AirPods Pro」、「AirPods Max」、「Beats Fit Pro」、「Powerbeats Pro」、「Powerbeats」、「Beats Solo Pro」の7種類がある。 （2022年5月現在）